# Hiroto Miyauchi
Hiroto Miyauchi (født 23. januar 1998) er en japansk fodboldspiller.
Han har spillet for flere forskellige klubber i sin karriere, herunder YSCC Yokohama.